# تاد راجرز
تاد راجرز (انگلیسی: Todd Rogers؛ زاده ۳۰ سپتامبر ۱۹۷۳) بازیکن حرفه‌ای والیبال ساحلی اهل آمریکا است. راجرز یکی از بهترین و مشهورترین بازیکنان والیبال ساحلی جهان است، همچنین او مدل تبلیغاتی چند شرکت از جمله ردبول می‌باشد . راجزر به همراه فیل دالهاسر مدال طلا المپیک ۲۰۰۸ را به دست آورد.